# 车凌乌巴什
车凌乌巴什（1728年—1790年），又作策凌乌巴什，清朝卫拉特杜尔伯特部台吉。
他是鄂木布岱青和硕齐曾孙阿剌布坦的儿子，车凌的从子。1753年（乾隆十八年），因为准噶尔汗国的侵攻，他和车凌、车凌蒙克率三千户归附清朝。次年，到承德避暑山庄晋见乾隆帝。受封札萨克多罗郡王，驻牧扎克拜达里克。1755年，车凌乌巴什随军征达瓦齐，为参赞大臣。平定伊犁后，进封和硕亲王（杜尔伯特前旗扎萨克亲王），授右翼盟长。1757年驻牧区迁徙到乌兰古木（今蒙古国乌兰固木），因为克勒杂特宰桑哈萨克锡喇率领叛军侵入额尔齐斯、派护卫巴颜率兵三十随军进剿。1760年，到承德入见乾隆帝，授右翼副将军，御前行走，赐号岱青卓里克图。1763年，乌梁海人库克新逃向俄罗斯帝国，他率军将其杀死。1776年，到北京朝觐，赐宴于紫光阁。